# ورنر كاسكل
ورنر كاسكل (بالألمانية: Werner Caskel) (1314 - 1390 هـ / 1896 - 1970 م) هو مستشرق ألماني.
له إحدى عشر كتابا جلها يتعلق بتاريخ العرب. من أهم أعماله دراسته لكتاب «جمهرة الأنساب» لابن الكلبي.